# Гамзюки
Гамзюки — деревня в Износковском районе Калужской области России. Входит в сельское поселение «Село Льнозавод».

## Название
На военно-топографическая карте Российской Империи 1846—1863 гг., созданной под руководством Ф. Ф. Шуберта, обозначена как Гомзики

Список населённых мест Калужской губернии (Калуга, 1914) год приводит три названия: Натальинка (Гомзики, Гамзюки).
Украинская фамилия Гамзюк происходит от прозвища Гамза— неряха, вертлявый человек, кошелёк, курительная трубка, гнусавый человек

## География
Находится в пределах Смоленско-Московской возвышенности Русской равнины, при реке Городенка. Осевая магистраль — региональная автодорога 29Н-203.
Рядом — Самсонцево и Городенки, станция Ульшино.

## История
В 1782 на месте деревни находилась пустошь Починки Морозовской волости Медынского уезда.
До упразднения уездно-губернского деления входило в состав Романовской волости Медынского уезда.

## Население
| 2002 | 2010 |
| ---- | ---- |
| 4    | ↗14  |

## Инфраструктура
Личное подсобное хозяйство с зоной сельскохозяйственного использования, индивидуальная застройка усадебного типа.
Действует селекционный центр аквакультуры.

## Транспорт
Деревня доступна автотранспортом.